# Purgatorio: Canto Segundo
El Canto Segundo del Purgatorio de Dante Alighieri se desarrolla en la playa a los pies de la montaña del Purgatorio, donde llegan las ánimas para iniciar su propia expiación; estamos en la mañana del 10 de abril de 1300 (Pascua), o según otros comentaristas, del 27 marzo de 1300.

## Íncipit
« Segundo Canto, donde se trata de la primera cualidad, a saber, el deleite de la vanidad, en cuyo pecado los que se enredan son castigados en una sola llanura fuera del Purgatorio, y se nombra a Pietro Casella, un hombre de cortes. »
(anónimo comentarista dantesco del Siglo XIV)

## Temas y contenido
- El ángel barquero - vv. 1-51.
- Las almas de los penitentes - vv. 52-75.
- El encuentro con el amigo Casella - vv. 76-117.
- La reprobación de Catón - vv. 118-133.

## Síntesis
Está amaneciendo, lo cual es descrito con mucho detalle astronómico. Entre las descripciones, se encuentran: la posición solar, los puntos cardinales, ciudades famosas, ríos importantes, constelaciones, personificaciones de hechos y objetos naturales, referencias a deidades grecorromanas, minerales y piedras preciosas, océanos, entre otros. El cielo, mientras tanto, cambia de bermellón a dorado, cuando ahora los dos poetas siguen mirando a su alrededor, buscando el mejor camino para recorrer, sobre la playa del monte Purgatorio. De reprente, notan la aproximación de un punto brillantísimo que de mueve a gran velocidad, hasta que reconocen los rasgos de un ángel que, con la sola fuerza de las eternas e inmaculadas alas, arrastra toda una embarcación, donde son transportados desde la desembocadura del Tíber a la isla del Purgatorio las almas destinadas a la redención. Así como los dos poetas, las ánimas que desembarcan ahí se hallan desorientadas.
Las ánimas, tras pedirle instrucciones a Virgilio y seguir tan perdidas como antes, se percatan de que Dante sigue vivo y se reúnen a su alrededor ("como una multitud rodea a un hombre con un ramo de olivos en sus manos", dice Dante). De entre ellas, es reconocido por un músico florentino llamado Pietro Casella. Ellos proceden a abrazarse (más bien, lo intentan): Dante, de hecho, casi traduciendo un verso del capítulo VI de la Eneida, describe como inútilmente intenta envolverle con sus brazos a aquel alma intangible, traspasándole tres veces; entonces Casella explica por qué recién ahora alcanza al Purgatorio (para ser exactos, el divino barquero, según la voluntad de Dios, no acoge instantáneamente las ánimas de los muertos: pero ahora, que ha iniciado el Jubileo, puede transportarlas a todas). Dante, recordando los buenos tiempos que pasaron, le pide al músico que entonce una canción que dé un poco de alivio a su alma agitada y agitada del viaje a través del Infierno. Casella interpreta una canción del Convivio, «Amor que a mi mente le da razón», con tal dulzura, que todas quedan cautivadas. Imprevistamente, irrumpe Catón, y reprocha a las ánimas y las incita a seguir el camino del perdón, hablándole también implícitamente a Dante. La muchedumbre, después del reclamo de Catón, se dispersa y todos tornan sus pies hacia su destino.

## Análisis del canto

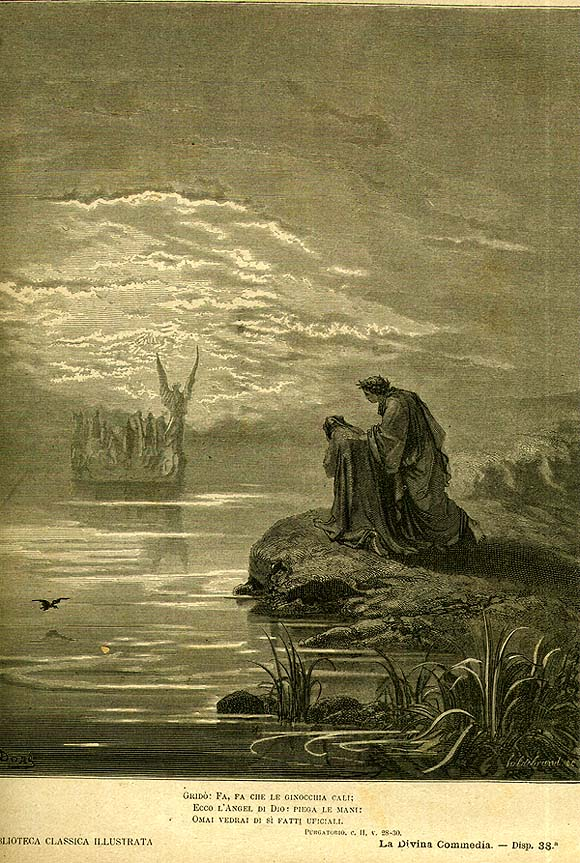
Llegada de la barca de las almas, Gustave Doré

Al igual que el canto precedente, la muy delicada descripción del alba sugiere implícitamente la importancia del tiempo en el Purgatorio, debido a que está ambientado en una atmósfera medianamente terrenal y temporal, a diferencia del Infierno y del Paraíso: el Purgatorio, de hecho, ocurre en el mundo de los vivos, y está destinado a encontrar su fin tras el Juicio Final. Es fundamental encontrar este lugar el paso del tiempo, pues la purgación de las animas y la purificación dependen de eso: veremos más adelante que no solo importa el tiempo verdadero de la expiación, sino también el que transcurre durante la espera de la iniciación, como sucede con las almas que esperan en el Antepurgatorio y a Casella mismo, a quien solo las indulgencias del Jubileo le han permitido su bienvenida inmediata por el ángel barquero. Esto, entre las otras cosas, reafirman definitivamente que el año en que se desenvuelven los hechos de la Divina Comedia, suceden en el 1300.
A pesar de esta espera obligatoria, en el canto está muy presente el tema de la velocidad, sobre todo, en sus inicios; el ángel aparece rápidamente y con la misma prisa se marcha, después de que las ánimas se hayan "arrojado" a la playa. Este tema es contrapuesto por la lentitud, que se presenta apenas las almas inician a rodear a los poeta, hasta que interviene Catón para intimarlas, introduciendo otro tema que será recurrente en el Purgatorio, que es el afán de las almas de expiarse.
Si las almas se retrasan, es porque la "dulzura" del canto de Casella las retenía. El canto que las ánimas de los expiados debían cantar es aquel de los Salmos, así como aquel que estaban entonando en la barca que las transportaba: v. 46, "In exitu Israel de Aegypto", que invoca alegóricamente a la emancipación del pecado y de la esclavitud de la condición terrenal a través del salmo que habla sobre la liberación de los hebreos de Egipto (como explica Dante en el  Convivio mismo, y en la Epístola a Cangrande). Otra pista simbólica podría ser el canto solitario de Casella, contrapuesto a la armonía con la cual las ánimas cantaban, "a una voz", el salmo. Esto nos lleva a reflexionar sobre cómo la primera imagen que es presentada de estas almas es justamente la de un coro, de la armonía y de la solidaridad: de hecho, en el Purgatorio las almas son solidarias entre sí,  a diferencia del Infierno, donde se insultan y golpean. En adhesión, son solidarias con Dante, que aquí son más iguales que en los otros cánticos, como testimonian las recurrentes sonrisas y abrazos, de los cuales el primero es, casualmente, el de Dante y Casella.